# Назарий (Кириллов)
Митрополит Назарий (в миру Николай Яковлевич Кириллов; 4 (16) декабря 1850, Новочеркасск — 2 июля 1928, Одесса) — епископ Русской православной церкви, митрополит Курский и Обоянский.

## Биография
Родился 4 декабря 1850 года в семье священника Донской епархии.
В 1867 году окончил Новочеркасское духовное училище и в 1873 году окончил Донскую духовную семинарию со званием студента.
19 мая 1874 года рукоположён во священника к Николаевской церкви станицы Богаевской и 4 июня назначен законоучителем Богаевского приходского училища.
В 1876 году овдовел и поступил в Киевскую духовную академию, курс которой окончил в 1880 году со степенью кандидата богословия.
С 31 августа 1880 года — учитель Екатеринодарского духовного училища.
С 26 июня 1881 года переведен законоучителем реального училища в Ростов-на-Дону, одновременно преподаватель педагогики в Екатерининской женской гимназии.
С 1 января 1883 года — законоучитель Новочеркасской мужской гимназии. Делопроизводитель Донского епархиального училищного совета, председатель совета Донского епархиального женского училища, награжден наперсным крестом (1891).
В 1892 году пострижен в монашество и назначен ректором Ставропольской духовной семинарии с возведением в сан архимандрита.
В сентябре 1893 года был Высочайше утверждён доклад Святейшего Синода о рукоположении его во епископа Кирилловского, викария Новгородской епархии.
24 октября в Александро-Невской Лавре хиротонисан во епископа Кирилловского.
13 ноября 1893 года — епископ Гдовский, второй викарий Санкт-Петербургской епархии, председатель совета Братства Пресвятой Богородицы.
С 21 октября 1897 года — епископ Олонецкий и Петрозаводский.
В 1899 году основатель и первый председатель Олонецкого отдела Императорского православного палестинского общества, пожертвовал личные средства на строительство Братского дома для народных чтений.
С 20 января 1901 года — епископ Нижегородский и Арзамасский. Награждён панагией с драгоценными камнями, председатель Нижегородского отдела Императорского православного палестинского общества, участник освидетельствования мощей преподобного Серафима Саровского (1901).
12—26 июля 1908 был председателем отдела по старообрядчеству 4-го Всероссийского миссионерского съезда в Киеве.
6 мая 1909 года возведён в сан архиепископа.
С 1909 года — почётный член Казанской духовной академии.
С 13 августа 1910 года — архиепископ Полтавский и Переяславский, председатель Полтавского отдела Императорского православного палестинского общества.
С 8 марта 1913 года — архиепископ Херсонский и Одесский.
С 1914 года председатель отдела церковно-приходских школ при Синоде и Одесского отдела Императорского православного палестинского общества, почетный член Московской духовной академии.
Награжден орденами св. Владимира III (1894) и II (1906) степени, св. Анны I степени (1898), св. Александра Невского (1912).
Член Поместного Собора Православной Российской Церкви по должности, затем по особому постановлению Собора, участвовал во всех трёх сессиях, председатель XIV, член III, V, VII отделов.
28 сентября 1917 года как человек «старых убеждений» уволен на покой с назначением настоятелем Симонова монастыря города Москвы.
С 1919 года назначен временным управляющим Курской епархией. С 1920 года — архиепископ Курский и Обоянский.
В 1920 году арестован в Курске, перевезён в Москву и заключен в тюрьму, но вскоре освобождён.
В 1921 году возведён в сан митрополита.
В 1923 году уволен на покой по прошению.
В 1925 году вновь назначен митрополитом Курским и Обоянским.
В числе 25 архипастырей подписал в апреле 1926 года суждение по поводу деятельности «григорианцев» с одобрением позиции митрополита Сергия (Страгородского).
В 1926 году отслужил панихиду по скончавшемуся обновленческому митрополиту Тихону, но потом по настоянию епископов Павлина и Афанасия покаялся в этом перед народом.
В 1927 году был арестован и приговорён к 3 годам концлагеря условно. Вышел на покой в феврале 1928 года, оставив курской пастве духовное завещание.
Был похоронен на 2-м христианском кладбище в Одессе, с 1987 года останки покоятся на братском кладбище одесского Свято-Успенского монастыря (на плите ошибочная дата кончины — 22 июля 1928).

## Сочинения
- Критика занимаемого католическими богословами мнения, что апостол Петр в продолжение 25 лет был Римским епископом // ИР НБУВ. Ф. 304. Д. 763.
- Письмо к И. Н. Королькову // ИР НБУВ. Ф. 162. Д. 522. Л. 1-4.
- Речь при наречении его во епископа // Прибавление к «Церковным ведомостям», 1893 г., № 44, с. 1586—1587.
- Телеграмма; Речь на первой литургии в кафедральном соборе; Распоряжения // Нижегородские епархиальные ведомости. 1901. № 4-5, 17-18, 22.
- Предложение настоятелям церквей и церковным старостам; Слово в день памяти преподобного и богоносного отца нашего Серафима, Саровского чудотворца // Нижегородские епархиальные ведомости. 1903. № 5, 16.
- Настоятелям монастырей и церквей // Нижегородские епархиальные ведомости. 1904. № 4.
- К вопросу о клятвах Антиохийского патриарха Макария и Собора 1656 на знаменующихся двуперстно. Киев, 1910.
- Прощание высокопреосвященнейшего Назария с нижегородской паствой // Нижегородский церковно-общественный вестник. 1910. № 35.
- Распоряжение по поводу анонимных писем; Речь; Предложение о замещении законоучительских должностей // Херсонские епархиальные ведомости. 1913. № 7-8.
- Речь, произнесенная в Одесском кафедральном соборе при вручении жезла новохиротонисанному епископу Прокопию // Прибавление к «Церковным Ведомостям» 1914, № 41, с. 1743.
- К духовенству // Херсонские епархиальные ведомости. 1915. № 6.
- Обращение к пастырям и пастве // Херсонские епархиальные ведомости. 1917. № 5.
- Телеграмма В. Н. Львову; Предложение // Херсонские епархиальные ведомости. № 6, 11.
- Прощальное послание к пастве // Всероссийский церковно-общественный вестник. 1917. 15 ноября.
- Письма к митр. Флавиану и Патриарху Тихону // Дёгтева О., Тихон (Затёкин), архим. Святители земли Нижегородской. Н. Новгород, 2003.